# Werner Dittrich

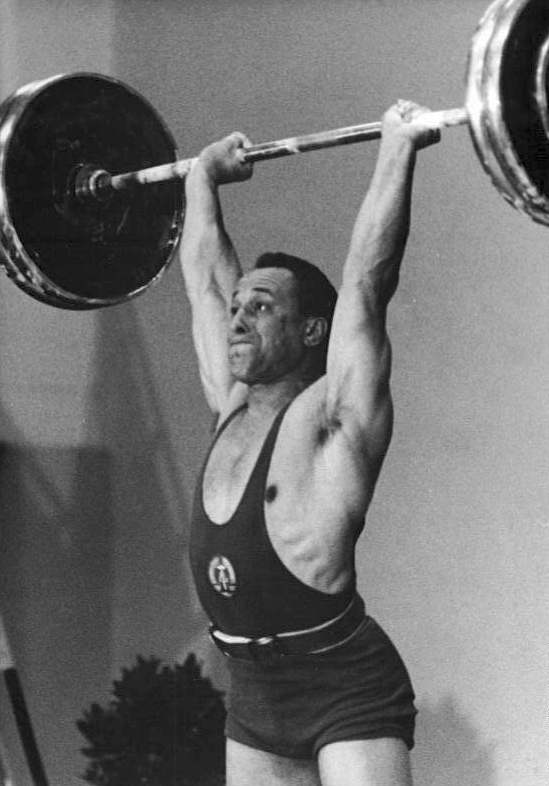
Werner Dittrich (1972)

Werner Dittrich (* 9. Juni 1937 in Reichenau in Sachsen) ist ein ehemaliger deutscher Gewichtheber.

## Laufbahn
Gegen Ende der 1950er Jahre entwickelte sich Zittau zu einer Hochburg des deutschen Gewichthebens. Es waren drei Gewichtheber aus dieser Region, die der Trainer Heinz Kahl in die Weltspitze führte. Neben Werner Dittrich waren dies Manfred Rieger und Karl Arnold.
Zusammen mit Rudolf Mang aus Bellenberg im bayerischen Schwaben waren dies die ersten deutschen Gewichtheber, die nach dem Zweiten Weltkrieg absolute Weltspitze darstellten. Werner Dittrich wurde den Gewichtheberfreunden erstmals bekannt, als er bei den Juniorenmeisterschaften der DDR 1958 mit 317,5 kg Meister im Leichtgewicht wurde. Er stammte aus dem heute polnischen Reichenbach und kam erst 1957 als Aussiedler mit seinen Eltern in die DDR. 1960 und 1964 setzte er sich bei den gesamtdeutschen Ausscheidungen gegen die bundesdeutschen Willi Kolb bzw. Albert Huser durch und vertrat Deutschland bei den Olympischen Spielen. Obwohl Werner Dittrich mehrere Medaillen bei Europa- und Weltmeisterschaften gewann, hatte er bei Olympischen Spielen immer Pech und konnte, obwohl er viermal daran teilnahm, keine Medaille gewinnen. Großes Pech hatte er auch 1965, als er sowohl bei den Europameisterschaften als auch bei den Weltmeisterschaften die gleiche Leistung wie Wiktor Kurenzow erzielte, aber jedes Mal etwas schwerer war als dieser und sich daher mit dem zweiten Platz begnügen musste. Seine Bestleistung im Mittelgewicht betrug 447,5 kg im olympischen Dreikampf.
Werner Dittrich war nur 1,60 m groß, hob zunächst im Leichtgewicht (bis 67,5 kg Körpergewicht) und wuchs dann in das Mittelgewicht (bis 75 kg Körpergewicht) hinein. Er war Angehöriger der BSG Motor Zittau und des SC Einheit Dresden und Schlosser von Beruf.

## Internationale Erfolge/Mehrkampf
(OS = Olympische Spiele, WM = Weltmeisterschaften, EM = Europameisterschaften, Le = Leichtgewicht, Mi = Mittelgewicht)
- 1960, 7. Platz, OS in Rom, Le, mit 362,5 (107.5, 115.0, 140.0) kg, Sieger: Wiktor Buschujew, Sowjetunion, 397,5 (125.0, 122.5, 150.0) kg, vor Tan Howe Liang, Singapur, 380 (115.0, 110.0, 155.0) kg;
- 1961, 4. Platz (4. Platz) WM + EM in Wien, Mi, mit 400 kg, hinter Alexander Kurynow, Sowjetunion, 435 (135.0, 135.0, 165.0) kg, Győző Veres, Ungarn, 420 (142.5, 117.5, 160.0) kg und Marcel Paterni, Frankreich, 405 (127.5, 120.0, 157.5) kg;
- 1962, 6. Platz (5. Platz), WM + EM in Budapest, Mi, mit 405 kg, Sieger: Kurynow, 422,5 (130.0, 130.0, 162.5) kg, vor Mihály Huszka, Ungarn, 415 kg;
- 1963, 8. Platz (5. Platz), WM + EM in Stockholm, Mi, mit 415 kg, Sieger: Kurynow, 437,5 kg, vor Huszka, 437,5 (135.0, 120.0, 160.0) kg;
- 1964, 3. Platz, EM in Moskau, Mi, mit 420 (135.0, 125.0, 160.0) kg, hinter Wiktor Kurenzow, UdSSR, 445 (140.0, 130.0, 175.0) kg und Hans Zdražila, CSSR, 425 (127.5, 130.0, 167.5) kg; vor Huszka, Ungarn 400 (130.0, 117.5, 152.5)
- 1964, unplatziert, OS in Tokio, Mi, Aufgabe nach dem Drücken wegen einer Oberschenkelzerrung;
- 1965, 2. Platz, Großer Preis der UdSSR in Moskau, Mi, mit 415 kg, hinter Kurenzow, 442,5 kg und vor Rolf Maier, Frankreich, 407,5 kg;
- 1965, 2. Platz, EM in Sofia, Mi, mit 432,5 (137.5, 130.0, 165.0) kg, hinter Kurenzow, 432,5 (135.0, 125.0, 172.5) kg und vor Maier, 422,5 (132.5, 127.5, 162.5) kg;
- 1965, 2. Platz, WM in Teheran, Mi, mit 437,5 (140.0, 130.0, 167.5) kg, hinter Kurenzow, 437,5 (135.0, 130.0, 172.5) kg und vor Kurynow, 432,5 (140.0, 130.0, 162.5) kg;
- 1966, 3. Platz, Baltic-Cup in Stockholm, Mi, mit 435 kg, hinter Waldemar Baszanowski, Polen, 447,5 kg und Kurenzow, 435 kg;
- 1967, 4. Platz, Vorolympische Spiele in Mexiko-Stadt, Mi, mit 440 kg, hinter Kurenzow, 470 kg, Masushi Ōuchi, Japan, 465 kg und Russell Knipp, USA, 445 kg;
- 1967, 4. Platz. Großer Preis der UdSSR in Tiflis, Mi, mit 425 kg, hinter Kurenzow, 465 kg, Károly Bagócs, Ungarn, 437,5 kg und Wladimir Kaplunow, UdSSR, 435 kg;
- 1968, 3. Platz, Europameisterschaft in Leningrad, Mi, mit 445 (145.0, 135.0, 165.0) kg, hinter Kurenzow, 462,5 (152.5, 135.0, 175.0) kg; Smirnow, UdSSR, 460 (152.5, 135.0, 172.5) kg; und Bakos (Ungarn) 437,5 (135.0, 130.0, 172.5)
- 1968, 6. Platz, OS in Mexiko-Stadt, Mi, mit 435 (140.0, 130.0, 165.0) kg, hinter Kurenzow, 475 (152.5, 135.0, 187.5) kg, Ouchi, 455 (140.0, 140.0, 175.5) kg, Bakos, Ungarn, 440 (137.5, 132.5, 170.5) kg, Knipp, 437,5 (147.5, 122.5, 167.5) kg und Chung Sik Lee, Südkorea, 437,5 (140.0, 132.5, 165.0) kg;
- 1970, 4. Platz, WM in Columbus/USA, Mi, mit 442,5 (150, ) kg, hinter Kurenzow, 462,5 (152.5, 130.0, 180.0) kg, Leif Jensen, Norwegen, 455 (147.5, 142.5, 165.0) kg und Szarvas, Ungarn, 445 (140.0, 132.5, 172.5) kg;
- 1971, 2. Platz, Großer Preis von Rostock, Mi, mit 447,5 kg, hinter Sawizki, UdSSR, 452,5 kg und vor Trabulsi, Libanon, 437,5 kg;
- 1971, 9. Platz, WM in Lima, Mi, mit 435 kg;
- 1972, 3. Platz, Vorolympisches Turnier in Ulm, Mi, mit 445 kg, hinter Alexander Galkin, UdSSR, 465 kg und Jordan Bikow, Bulgarien, 462,5 kg;
- 1972, unplatziert, OS in München, Mi, nach 3 Fehlversuchen im Drücken

## Medaillen in Einzeldisziplinen
(werden seit 1969 vergeben)
- WM-Bronzemedaille: 1970, Drücken, 150 kg;
- EM-Silbermedaillen: 1970, Drücken, 150 kg – 1970, Reißen, 135 kg

## DDR-Meisterschaften
Werner Dittrich wurde elfmal DDR-Meister im Mehrkampf im Leicht-, Mittel- bzw. Leichtschwergewicht und gewann von 1969 bis 1972 noch vier DDR-Meistertitel in den Einzeldisziplinen Drücken, Reißen und Stoßen.